# برچ کریک (آلاسکا)
برچ کریک (به انگلیسی: Birch Creek) شهرکی در ناحیه سرشماری یوکان-کویوکوک، آلاسکا ایالت آلاسکا است که جمعیت آن در سرشماری سال ۲۰۰۰ میلادی ۲۸ نفر بوده‌است.